# Isòbar
Un núclid isòbar és un núclid que té igual nombre màssic A respecte a un altre amb el qual es compara, tot i que no necessàriament igual nombre atòmic Z. Altrament dit, dos isòbars són dos núclids amb igual nombre de nucleons, és a dir als quals la suma de protons i neutrons dona el mateix nombre.
Dos núclids isòbars són químicament diferents però des del punt de vista de la física i tecnologia nuclear són més semblants entre ells que el que puguin ser-ho dos isòtops, ja que la mateixa quantitat de nucleons es relaciona més directament amb l'estabilitat del nucli atòmic i la radioactivitat.
Per exemple, són isòbars la parella de núclids hidrogen-3 i heli-3. Tant l'hidrogen-3 com l'heli-3 sumen tres nucleons cadascun, però el primer té un protó i dos neutrons mentre que el segon té dos protons i un neutró. Un altre exemple poden ser el potassi-40 (dinou protons més vint-i-un neutrons, quaranta núclids en total) i el calci-40 (els seus quaranta núclids són vint protons i vint neutrons).

## Etimologia
El mot català "isòbar" és una paraula composta de dues del grec; ἴσος, isos, que vol dir "igual", i βαρύς, baros, que significa "pes".